# Harreszell
Harreszell ist eine Einöde und ein Ortsteil des Marktes Markt Indersdorf, der circa 45 Kilometer nordwestlich von München im oberbayerischen Landkreis Dachau liegt. Er gehört zur Gemarkung Langenpettenbach.

## Geschichte
Harreszell wurde mit Otto von Harreszell 1345 erstmals erwähnt. Bei dieser Einöde stand bereits um diese Zeit eine Kapelle des Harreszeller Freibauerngeschlechts, welche 1718 neu gebaut und 1791 abgerissen wurde. Von 1443 bis zur Klosteraufhebung 1783 gehörte der Ort zum Kloster Indersdorf, danach zur Gemeinde Langenpettenbach und ab dem 1. Januar 1972 zum Markt Markt Indersdorf.

## Luftnachrichtenstellung
1943 wurde zwischen Langenpettenbach und Wagenried eine Luftbeobachtungsstelle „Nachtjagd-Leitstelle AAL Harreszell“ gebaut. Nach dem Zweiten Weltkrieg dienten die dazugehörigen Baracken den Flüchtlingen aus dem Osten als Unterkunft ebenso 1956, nach dem Ungarnaufstand.

## Hofbeschreibung und Besitzerfolge

### Nr. 1 „Harreszeller“
- Beschreibung: Ein ganzer Hof. Grundherrschaft und Gerichtsbarkeit lag 1760 die
- Besitzerfolge: 1591 Michael Hörmann, 1629 Bartholomäus Peyerl von Bibereck ⚭ Ursula Hörmann von hier, 1641 Christoph Sailer, 1681 Johann Ganter, um 1685 Johann Ganter von hier, um 1722 Josef Gändter von hier, um 1765 August Gändter von hier ⚭ Therese Weißkopf, um 1791 Josef Tascher von Oberzeitlbach ⚭ Kreszenz Gändter von hier, 1828 Jakob Dester (Mennonit), um 1830 Jakob Ruth aus Herxheim in der Rheinpfalz ⚭ Barbara Strohm (Mennoniten) (die Witwe wanderte 1852 nach Nordamerika aus), 1855 Josef Schwarz von Senkenschlag ⚭ Magdalena Asam von Pipinsried, um 1857 Josef Schwarz von hier ⚭ Apollonia Schwarz von Stangenried, 1863 Sebastian Griebler von Wagenried ⚭ Maria Heinzlmaier von Obertslohe, um 1878 Johann Süßmaier von Altomünster ⚭ Anna Griebler von hier, um 1907 Josef Rainer von Erlach ⚭ Maria Süßmair von hier, um 1848 Simon Riedl von Kattalaich I. ⚭ Theres Rainer von hier, um 1960 II. ⚭ Magdalena Haas von Wagenried.

### Nr. 1 1/2 „Schlammer“, „Bals“, „Bauer“
- Besitzerfolge: um 1852 Johann Krimmer von Stetten ⚭ Walburga Magg von Unterwittelsbach, um 1898 Matthias Krimmer von hier ⚭ Magdalena Stichlmayr von Ebersbach, um 1932 Matthias Krimmer von hier ⚭ Maria Weigl von Thalhof, um 1965 Andreas Kottermair von Wagenried ⚭ Maria Krimmer von hier.